# Menetia alanae
Menetia alanae là một loài thằn lằn trong họ Scincidae. Loài này được Rankin mô tả khoa học đầu tiên năm 1979.